# 15e étape du Tour d'Italie 2009
Pour un article plus général, voir Tour d'Italie 2009.
La 15e étape du Tour d'Italie 2009, s'est déroulée le 24 mai 2009. Cette étape, longue de 159 km, reliait Forlì à Faenza. L'Italien Leonardo Bertagnolli s'est imposé en solitaire. Il sera déclassé pour dopage en 2012.

## Classement de l'étape
| DSQ | Non attribué       | Serramenti PVC Diquigiovanni - Androni Giocattoli | en | 4 h 18 min 34 s |
| 2.  | Serge Pauwels      | Cervélo TestTeam                                  | +  | 54 s            |
| 3.  | Marco Pinotti      | Columbia-High Road                                |    | m.t.            |
| 4.  | Lars Ytting Bak    | Team Saxo Bank                                    |    | m.t.            |
| 5.  | Marco Marzano      | Lampre-NGC                                        |    | 56 s            |
| 6.  | Andriy Grivko      | ISD                                               |    | 1 min 27 s      |
| 7.  | Mauro Facci        | Quick Step                                        |    | 1 min 49 s      |
| 8.  | Tadej Valjavec     | AG2R La Mondiale                                  |    | 1 min 51 s      |
| 9.  | Eduard Vorganov    | Xacobeo Galicia                                   |    | m.t.            |
| 10. | Kevin Seeldraeyers | Quick Step                                        |    | 1 min 56 s      |

## Classement général
| 1. | Denis Menchov     | Rabobank                | en | 62 h 54 min 23 s |
|    | Danilo Di Luca    | LPR Brakes-Farnese Vini | +  | 34 s             |
| 2. | Levi Leipheimer   | Astana                  |    | 43 s             |
|    | Franco Pellizotti | Liquigas                |    | 2 min 00 s       |
| 3. | Carlos Sastre     | Cervélo TestTeam        |    | 2 min 52 s       |
| 4. | Ivan Basso        | Liquigas                |    | 3 min 03 s       |
| 5. | Michael Rogers    | Columbia-High Road      |    | 3 min 05 s       |
| 6. | Marzio Bruseghin  | Lampre-NGC              |    | 5 min 26 s       |
| 7. | David Arroyo      | Caisse d'Épargne        |    | 6 min 01 s       |
| 8. | Thomas Lövkvist   | Columbia-High Road      |    | 6 min 26 s       |

## Classements annexes
| Classement             | Coureur            | Total             |
| ---------------------- | ------------------ | ----------------- |
| Points                 | Danilo Di Luca     | 114 pts           |
| Montagne               | Stefano Garzelli   | 49 pts            |
| Sprints Intermédiaires | Giovanni Visconti  | 15 pts            |
| Équipe                 | Astana             | 188 h 09 min 10 s |
| Équipe par points      | Columbia-High Road | 323 pts           |
| Jeune                  | Thomas Lövkvist    | 63 h 00 min 49 s  |
| Échappée               | Mauro Facci        | 364 km            |
| Combativité            | Stefano Garzelli   | 29 pts            |
| Azzurri d'Italia       | Danilo Di Luca     | 11 pts            |